# باشگاه فوتبال موله والی اس‌سی‌آر
باشگاه فوتبال موله والی اس‌سی‌آر (به انگلیسی: Mole Valley Sutton Common Road Football Club) یک باشگاه فوتبال در شهر کوبهام، ساری، کشور انگلستان است که در سال ۱۹۷۸ میلادی تأسیس شده‌است.